# Красное пятно II
«Красное пятно II» (нем. Roter Fleck II, фр. Tache rouge II) — абстрактная картина русского художника Василия Кандинского, написанная в 1921 году и хранящаяся в Городской галерее в доме Ленбаха в Мюнхене, Германия.

## История
С началом Первой мировой войны Кандинский покинул Германию и вернулся на родину в Россию через Швейцарию. Его художественная деятельность в основном застопорилась в годы войны и революции, вместо этого он стал работать в многочисленных культурно-политических комитетах и офисах; «Красное пятно II» знаменует собой начало нового этапа в его творчестве с фундаментальным изменением форм выражения. Без соприкосновения с русским конструктивизмом, с Казимиром Малевичем, Владимиром Татлиным, Любовью Поповой и другими, немыслимы точные тела и поверхности, геометрическая разбивка элементов картины и плавное нанесение краски. Бурная выразительная сила образов перед Первой мировой войной уступила место холодной, казалось бы, рациональной композиционной схеме чистых индивидуальных форм.
Тем не менее Кандинский всегда дистанцировался от конструктивизма. Отличия от произведений революционных художников можно увидеть и в такой ранней картине, как «Красное пятно II», созданной в России. Кандинский использует геометрические фигуры, такие как треугольники, круги, дуги и линии, но с мягкими границами и нерегулярными композициями. В частности, в его аддитивном сосуществовании отсутствует логико-конструктивная структура, характерная для конструктивизма.
Мотив круга стал центральным элементом Кандинского во время его работы в Баухаусе. На этом этапе он представлял для Кандинского идеальную, самую захватывающую форму для его художественных интересов: «Сегодня я люблю круг так же, как раньше любил, например, лошадь». Переход к геометрическим формам продолжает его стремление ко всё более чистым формам, не вызывающим никаких воспоминаний о отвлекающих ассоциациях: «Геометрические» или «свободные» границы, не привязанные к предмету, вызывают волнение, подобно цветам, которые менее точны и определены, чем у объекта, они более свободны, более эластичны, более абстрактны». Тот факт, что Кандинский всегда придерживался изображения «фигур» с помощью этой формы абстракции, будь то репрезентативной или абстрактной, отличает его от других художников-абстракционистов эпохи, например, в живописи чистого цветового поля.

## Описание
В этой работе геометрические формы окружены неправильными структурами, напоминающими лирическую абстракцию, и характеризуются тщательно выверенным балансом, точкой опоры которого является красное пятно, дающее картине название. В светлом пространстве трапеции с супрематистским значением, изолированной и отделённой от общего фона и в то же время выделяющейся, формы и цвета сходятся в вихре маленьких разноцветных сегментов, цветовых дуг и изогнутых элементов, начиная с пульсирующего красного сердца паутины.
Отдельные тёмные круги также впервые появляются как новый геометрический элемент, среди которых выделяется один, окутанный ореолом, почти как бы напоминающий образ чёрной дыры. За пределами этого мира, независимой супрематистской Вселенной, ограниченного белыми трапециевидными формами, на тёмном фоне появляются две овальные фигуры, пронзённые двумя длинными острыми предметами.
Кандинский в этом полотне применяет некоторые ключевые принципы, выраженные в его книге «О духовном в искусстве», связывая яркие цвета, такие как жёлтый, с резкими и глубокими заострёнными формами, а глубокие насыщенные цвета, такие как синий и чёрный, с округлыми формами и пятнами, отождествляя их с тёплыми, интенсивными элементами, выделяя «нервный» красный цвет, «который является результатом действия огромной силы».